# Egon Soda
Egon Soda es una banda de pop-rock indie en castellano y procedente de Barcelona. Compuesta por Ricky Falkner  como voz y bajo, Ferran Pontón en la guitarra eléctrica, Xavi Molero a la batería y Pablo Garrido también a la guitarra eléctrica.

## Historia
Ricky Falkner, Xavi Molero y Ferran Pontón deciden formar un proyecto propio tras una un periodo por distintas bandas en las que coincidían parcialmente. El grupo que nace tras esa unión, Pale, se alía con Jordi C. Corchs, de Infusiones Musicales  para componer maquetas orientadas al ámbito personal.
Tiempo después, al trío se le incorporan Josep Ma. Baldomà y Pablo Garrido. Adoptan como nombre Egon Soda.
Tras doce años de trabajo y una gran expectativa de los seguidores  editan, de la mano de Cydonia (Ramón Rodríguez), su primer LP de nombre homónimo: Egon Soda (2008). Casi cinco años después, el grupo vuelve al mercado con El hambre, el enfado y la respuesta. El difícil segundo disco de Egon Soda (2013). 
El buen funcionamiento de su segundo disco les llevó a intensificar su ritmo de conciertos y trabajo, lo que desembocó en su tercer elepé Dadnos precipicios (Naïve, 2015), que contiene algunos de los temas imprescindibles en su repertorio como "Éscápula", "La recuperación" o "Reunión de pastores, ovejas muertas" en la que interviene Martí Perarnau, de Mucho. En este disco también contaron con las colaboraciones de Enric Montefusco (Standstill), Gorka Benítez y David Soler. En este disco se configura la formación definitiva de Egon Soda: sumando a Charlie Bautista en los teclados y a Ricky Lavado en las percursiones. 
Tras un disco esencialmente de música americana, como era "Dadnos precipicios" y en parte por la actual configuración de la banda, la música de Egon Soda se va tiñedo de música afroamericana, con acercamientos al funk, al soul e incluso al afrolatin. Todo ello se plasma en su siguiente disco, autoeditado: El rojo y el negro (HOG, 2018) con el que consiguen una mezcla de influencias variopinta que, sin embargo, no deja de sonar a Egon Soda. Prueba de ello son los cortes "Glasnost", "Matanza" o "Corre, hijo de puta, corre". 
Tras algunos parones, debidos a los distintos proyectos en los que están embarcados sus miembros (Love of Lesbian, Mi Capitán, Xoel López, Nudozurdo o Iván Ferreiro, entre otros muchos), los miembros de Egon Soda se han vuelto a reunir en 2021 para grabar su siguiente disco, que promete otra vuelta de tuerca en el camino de búsqueda musical de estos seis barbudos.

## Discografía
| Año  | Título                                                                     | Discográfica  |
| 2008 | Egon Soda                                                                  | Cydonia       |
| 2013 | El Hambre, El Enfado Y La Respuesta. El Difícil Segundo Disco De Egon Soda | Naïve         |
| 2015 | Dadnos Precipicios                                                         | Naïve         |
| 2018 | El Rojo Y El Negro                                                         | Heart of Gold |
| 2022 | Bellaurora                                                                 | Altafonte     |

## Curiosidades
En diciembre del 2008, Egon Soda encabeza la lista de mejores discos españoles por IndieSpot. Lista en la que también aparecen otros discos debut como  "A propósito de Garfunkel" - The New Raemon, "I Love Your Glasses" - Russian Red, "Un día en el mundo" - Vetusta Morla y "Els millors professors europeus" - Manel.